# 생고뱅이소바코리아
생고뱅이소바코리아(영어: Saint-Gobain Isover Korea)는 프랑스의 건자재 제조회사이며, 1998년에 합작투자를 설립을 하였다.

## 같이 보기
- 생고뱅